# ᜃ
En el sistema de escritura de baybayin, la letra ᜃ es un carácter silábico que se corresponde con el sonido ca.

## Uso
Si un punto se añade a la parte superior (ᜃᜒ), el sonido se convierte en un sonido qué o qui, por su parte, si un punto se añade a la parte inferior (ᜃᜓ), el sonido se convierte en un sonido co o cú. El sonido se convierte en una consonante c si un virama se agrega a la parte inferior (ᜃ᜔).

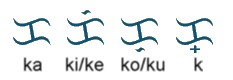
El silabograma de "ka" alterado con vocales y virama

### Como símbolo
La letra ka era utilizada como señal durante la época previa a la revolución filipina. Las dos facciones enfrentadas en las que separó el katipunan utilizaban banderas con esta letra:

Facción magdiwang
Facción magdalo

También aparece en varios sellos del gobierno filipino e instituciones públicas y privadas. Siguen algunos ejemplos:

La Comisión Histórica Nacional (en filipino: Pambansang Komisyong Pangkasaysayan) usa las letras ka y pa (ᜉ)
Triple ka en el logo del Centro Cultural de Filipinas, representa las palabras katotohanan, kagandahan y kabutihan (Verdad, Belleza y Bondad)

## Unicode
Esta letra tiene el código de Unicode U+1703, situado en el bloque tagalo.
| Carácter      | ᜃ                 | ᜃ                 |
| ------------- | ----------------- | ----------------- |
| Unicode       | TAGALOG LETTER KA | TAGALOG LETTER KA |
| Codificación  | decimal           | hex               |
| Unicode       | 5891              | U+1703            |
| UTF-8         | 225 156 131       | E1 9C 83          |
| Ref. numérica | &#5891;           | &#x1703;          |